# Montesa Cota
La Cota è una motocicletta da Trial prodotta dalla Montesa a partire dal 1968 per partecipare ai mondiali di Trial.

## Montesa
La moto fin dai suoi albori era una moto a due tempi, che inizialmente non si discostava molto dai modelli da fuoristrada del tempo, anche se già si possono notare le linee tipiche di questa disciplina, dove le moto hanno una forma a V, forma che inizia ad essere evidente nel 1988 e arrivare alla forma definitiva nel 1996.

### 50
Prodotta dal 1972 al 1997
Nel 1987 si passò dal sistema ammortizzante posteriore doublecross al sistema monocross, inoltre passa dal tamburo integrale al disco anteriore e tamburo posteriore,
Nel 1995 venne adottato il sistema di raffreddamento a liquido.

### 75
Prodotta dal 1972 al 1978

### 125
Prodotta dal 1971 al 1990
Nel 1986 si passò dal sistema ammortizzante posteriore doublecross al sistema monocross, inoltre passa dal tamburo integrale al disco anteriore e tamburo posteriore, mentre nel 1987 si ha solo la versione a disco integrale,
Nel 1992 venne adottato il sistema di raffreddamento a liquido.

### 175
Prodotta dal 1975 al 1977

### 200
Prodotta dal 1980 al 1982

### 250
Prodotta dal 1967 al 2004
il primo modello1967 codificato 11M (moto pre-serie costruita in pochi esemplari) ha la denominazione "250" i successivi, fino al 1982 portano il nome "247".
Nel 1968 appare il primo modello di serie codificato 21M (chiamata anche MK1 o tamburi grandi).
Dal design avveniristico (un esemplare è esposto al MOMA di New York) mantiene quasi inalterate le sue caratteristiche per 15 anni.
Il modello "247" è stato costruito, nelle sue molteplici varianti, in 27337 esemplari.
il nome "Cota" viene mantenuto anche successivamente sia per le cilindrate superiori che anche nel tempo per identificare specificamente il modello specializzato per la disciplina del "trial".
Nel 1986 si passò dal sistema ammortizzante posteriore doublecross al sistema monocross, inoltre passa dal tamburo integrale al disco anteriore e tamburo posteriore, mentre nel 1987 si ha solo la versione a disco integrale,
Nel 1992 venne adottato il sistema di raffreddamento a liquido.
Dal 1986 la moto non ha il nome della cilindrata, ma usa un altro numero, nel 1986 usa il 304, nel 1987 il 307, nel 1988 il 309, dal 1989 il 310, dal 1992 il 311, dal 1994 il 314 R, dal 2003 il 315 R.

### 300
Prodotta dal 1981 al 1985 con il nome Cota 348.

### 330
Prodotta dal 1985 al 1989 con il nome Cota 335
Nel 1986 si passa dal sistema frenante a tamburo integrale al sistema a disco integrale.

### 350
Prodotta dal 1983 al 1985 con il nome Cota 350.

## Sotto Honda
Honda ha acquisito Montesa nel 1982, ma solo a partire dai primi anni '90, con il modello 314, compare il logo della "HRC" (la divisione corse di Honda), e con il modello 4RT del 2005 compare il marchio giapponese sul motore. A partire dal 2005 la moto è passata alla motorizzazione a quattro tempi, riprendendo così la lunga tradizione Honda nei modelli trial spinti da questo tipo di propulsore negli anni '70 e '80, che con il pilota belga Eddy Lejeune si aggiudico' tre campionati mondiali.
Moto prodotta nella sola cilindrata 250, con il nome Cota 4RT.